# 田村真司
田村 真司（たむら しんじ、1966年8月14日 - 2023年8月11日）は、日本の登山家、山岳カメラマン、スキーガイド。スイス在住。Active Mountain Tamura & Co 代表。スイス山岳会会員。

## 概要
1966年生まれ。1989年にスイス・ツェルマットに移住。
2003年よりラッセルブライス率いるヒマラヤン･エクスペリエンスに、倉岡裕之と共にガイドとして参加、ガイドとして海外高峰でアマチュアの登山者の登頂をサポート。エベレスト、マナスル、チョー・オユーの3座に計10回登頂している。国際山岳ガイド連盟などには所属せず、腕一本で活動。
海外山岳・辺境地域における過酷な環境下での山岳カメラマン（写真、映像）としても活動。
スイス人女性と結婚し、1男1女とともにスイスに在住している。
2023年8月11日、パキスタン北部ギルギット・バルティスタン地域にある推定標高5800メートルの山を登山中に滑落。捜索でも発見されず、14日（現地時間13日）に現地当局が死亡を宣言した。一緒に滑落したという仙波孝康によると、滑落直後、田村は重傷ながらも意識ははっきりしていたという。仙波が1人で下山し、助けを求め、救助隊とともに戻ったが田村がいなくなっており、クレバスの近くに田村と思しき足跡と所持品が残っていたことから落下したものとみられる。

## 経歴
- 1966年8月14日 - 誕生。
- 1989年 - スイス･ツェルマット移住。
- 1997年 - 旅行代理店 Active Mountain 設立。
- 2002年5月25日 - エベレスト[北稜](8,848m/チベット)登頂。(ヒマラヤンエクスペリエンス隊:田村真司他)[6]
- 2003年9月27日 - チョ・オユー(8,201m/チベット)ガイド登頂。(ヒマラヤンエクスペリエンス隊:倉岡裕之,田村真司他)[7]
- 2005年1月12日 - ヴィンソン・マシフ(4,897m/南極大陸)ガイド登頂。(田村真司、和田好正他)
- 2006年10月2日 - チョ・オユー(8,201m/チベット)ガイド登頂。(ヒマラヤンエクスペリエンス隊:倉岡裕之,田村真司,柳沢勝輔,小林佑三,岩井満,川嶋亮他)[8]
- 2009年5月23日 - エベレスト[南東稜](8,848m/ネパール)ガイド登頂。(ヒマラヤンエクスペリエンス隊:倉岡裕之,田村真司,Mark Woodward,斎藤鐘吉,滝口清美,芳田猛則他)[9]
- 2009年11月6日 - アマ・ダブラム(6,812m/ネパール)ガイド登頂。(ヒマラヤンエクスペリエンス隊:田村真司,當山ナツ,鈴木桜子他)
- 2011年5月20日 - エベレスト[南東稜](8,848m/ネパール)ガイド登頂。(ヒマラヤンエクスペリエンス隊:田村真司,,Mark Woodward,石川直樹他)[10][11][12][13]
- 2012年9月30日 - マナスル(8,163m/ネパール)ガイド登頂。(ヒマラヤンエクスペリエンス隊:田村真司,石川直樹,斎藤鐘吉,五味和史,Mark Woodward,Bruce Hasler,Andreas Friedrich他)[2][14][15][16]
- 2013年5月23日 - エベレスト[南東稜](8,848m/ネパール)ガイド登頂。(ヒマラヤンエクスペリエンス隊:田村真司,Mark Wooward,Bruce Hasler他)[17]
- 2013年9月25日 - マナスル(8,163m/ネパール)ガイド登頂。(ヒマラヤンエクスペリエンス隊:田村真司、倉岡裕之,Bruce Hasler,仙波孝康,本池晋,依田高広,鈴木裕久他)[18]
- 2014年9月25日 - マナスル(8,163m/ネパール)ガイド登頂。(ヒマラヤンエクスペリエンス隊:田村真司,Mark Woodward他)[19]
- 2014年10月 - アイランドピーク(6,189m/ネパール)2回登頂。[20]
- 2016年10月1日 - マナスル(8,163m/ネパール)ガイド登頂。(ヒマラヤンエクスペリエンス隊:田村真司、武田裕光、Fay Yu、Juan Pablo Sarjanovich
- 2017年11月23日 - タボチェ（6495m/ネパール）ガイド登頂（ActiveMountain隊：田村真司、仙波孝康、PaldenNamgyeSherpa、Namgyal Sherpa）
- 2023年8月11日 - パキスタンのガンシェ地区の山を登山中、滑落。現地時間13日に捜索が打ち切られ、死亡が宣告された[21]

## TV出演
- 2013年9月2日 BS-TBS「世界一周魅惑の鉄道紀行」マッターホルントレッキング紀行[1]

## 関連書籍
- 柳沢勝輔著『私のエベレスト峰』(2008/6/30,しなのき書房) ISBN 978-4903002187
- 石川直樹著『For Everest ちょっと世界のてっぺんまで』(2011/8,リトル・モア) ISBN 978-4898153178
- 石川直樹著『Manaslu』(2014/9/15,SLANT) ISBN 978-4907487058
- 金本兼次郎著『生涯うなぎ職人』（2011/7/3,商業界）ISBN 978-4-7855-0405-2
- 小林佑三著『ぼくがエベレストに登ったわけ』（2015/10/1,チップトン）ISBN 978-4-9907947-1-2